# Кивиранта, Йоэль
Йоэль Кивиранта (фин. Joel Kiviranta; 23 марта 1996, Вантаа, Уусимаа, Финляндия) — финский профессиональный хоккеист, нападающий клуба НХЛ «Колорадо Эвеланш». Чемпион мира 2019 года.

## Карьера
Дебют Кивиранты в профессиональном хоккее состоялся 12 ноября 2013 года в матче Liiga за «Йокерит» против команды «Эспоо Блюз».
В сезоне 2014/15 Йоэль перешёл в клуб «Спорт», где отыграл 5 сезонов.
1 июня 2019 года незадрафтованный ни одним клубом НХЛ Кивиранта подписал двухлетний контракт новичка с клубом «Даллас Старз». 3 января 2020 года он дебютировал в НХЛ в матче против «Детройт Ред Уингз». 1 февраля 2020 года Йоэль забил свой первый гол в карьере НХЛ в ворота «Нью-Джерси Девилз». 4 сентября 2020 года он заменил травмированного Эндрю Коглиано в седьмом решающем матче второго раунда против команды «Колорадо Эвеланш», в этом матче он помог «Старз» выйти в финал конференции, оформив хет-трик, включая победный гол в овертайме. В последний раз до него оформить хет-трик в решающем седьмом матче серии удавалось Уэйну Гретцки в 1993 году.
По окончании сезона 2022/2023 Йоэль покинул «Даллас Старз», а 29 августа 2023 года стало известно, что нападающий подписал пробный контракт с «Колорадо Эвеланш».